# ولاد تسعة (مسلسل)
ولاد تسعة مسلسل درامي، مصري من إنتاج سنة 2017. المسلسل من إخراج أحمد شفيق، وتأليف فداء الشندويلي، ومن بطولة نيكول سابا، خالد سليم، خالد زكي، بيومي فؤاد وسهر الصايغ.

## القصة
- تدور أحداث المسلسل حول حياة الخادمات في المنازل وكيف ينظر إليهم البعض، من خلال تسليط الضوء على حكايات لأربع خادمات في إطار درامي اجتماعي.

## طاقم التمثيل
- نيكول سابا
- خالد سليم
- خالد زكي
- بيومي فؤاد
- سهر الصايغ
- هبة مجدي
- ميار الغيطي
- إلهام عبد البديع
- دنيا المصري
- حمادة بركات
- لقاء سويدان
- حسن عبد الله
- حسام فارس
- عمرو عابد
- إسلام جمال
- حنان سليمان
- حلمي فودة
- رحمة حسن
- محمد عبد العظيم
- إبراهيم السمان
- ندى عادل
- ناصر شاهين
- عصام السقا
- نهلة عقل داوود
- ميشال حوراني
- وجيه صقر
- فريدة الجريدي
- نشوى عمار
- محمد صلاح آدم
- سمية الإمام
- صفوت الغندور
- أحمد عتريس
- كريم الحسيني
- طارق الدويري
- منير مكرم
- محمود عامر
- بهجت عدلي
- رانيا الخواجة
- أميرة يوسف
- عزوز عادل
- زينب عبد الوهاب
- تهاني راشد
- إنعام سالوسة
- محمد التاجي
- جهاد أبو العينين
- ديانا هشام
- زناتي حسني
- محمد صبري
- محمود يوسف
- رويدا أحمد
- شادي مكرم
- عمرو سرحان
- إبراهيم ظريف
- ماهر كرم
- علاء الشيخ
- سما سعيد
- أحمد فؤاد
- ندا زكريا
- سعيد المغربي
- سيد حسين
- أشرف فؤاد
- نادر الجريتلي
- باسم طبانة
- باسم سمير
- علي الزيدي
- عائشة حنفي
- محمد ممدوح
- جوليا باولو
- إيمان مصطفى
- بسمة ماهر
- محمد فرج
- محمد نبيل منيب
- عبير فاروق
- محسن صبري
- ماجد خليفة
- محمد خميس
- ناريمان سالم
- أحمد عبد الفتاح
- ناصر عثمان
- غفران ممدوح
- أحمد فرغلي
- محمد خالد قاسم
- هشام حسين
- آية إبراهيم
- شادي محمد
- جون إسكندر
- أشرف خاطر
- معتز السويفي
- علي السقا
- إميل شوقي
- سارة هشام
- محمود بشير
- محمد مجدي النادي
- إبراهيم صلاح
- نوال العدل
- ماجد رفعت
- ريمون عادل

## إنتاج
كتب قصة المسلسل فداء الشندويلي وأخراجه أحمد شفيق وأنتجه صادق الصباح.